# Établissement scolaire Saint-Joseph (Cholet)
Pour les articles homonymes, voir Collège Saint-Joseph.
L'Établissement scolaire Saint-Joseph (maternelle, école et collège) est un établissement privé d'enseignement catholique sous contrat d'association avec l'État situé à Cholet en Maine-et-Loire.

## Localisation
L'établissement est situé no 45 rue Alphonse-Darmaillacq près des gares SNCF et routière, dans le centre-ville.

## Accès
L'établissement est accessible en transports en commun par la ligne 1 du réseau urbain Choletbus. Il est aussi desservi par des lignes scolaires du réseau Choletbus et Anjoubus.

## Historique
L'établissement est fondé en 1843.

## Collège
Le second cycle couvre les classes de la 6e à la 3e pour l'enseignement général et les sections d'enseignement général et professionnel adapté (SEGPA).
Les langues enseignées sont l'anglais comme première langue vivante (LV1), l'allemand et l'espagnol comme deuxièmes langues vivantes (LV2).
En option, sont enseignés le théâtre, les langues et cultures de l'antiquité, le latin et le football.